# Aiguilles Dorées
Le Aiguilles Dorées (3.519 m s.l.m.) sono una cresta rocciosa delle Alpi del Monte Bianco situata nel versante svizzero nel Canton Vallese.

## Descrizione
Si trovano nel Massiccio Dolent-Argentière-Trient a non molta distanza dalla frontiera con la Francia. A nord della cresta rocciosa si diparte il ghiacciaio del Trient ed a sud il ghiacciaio di Saleina.

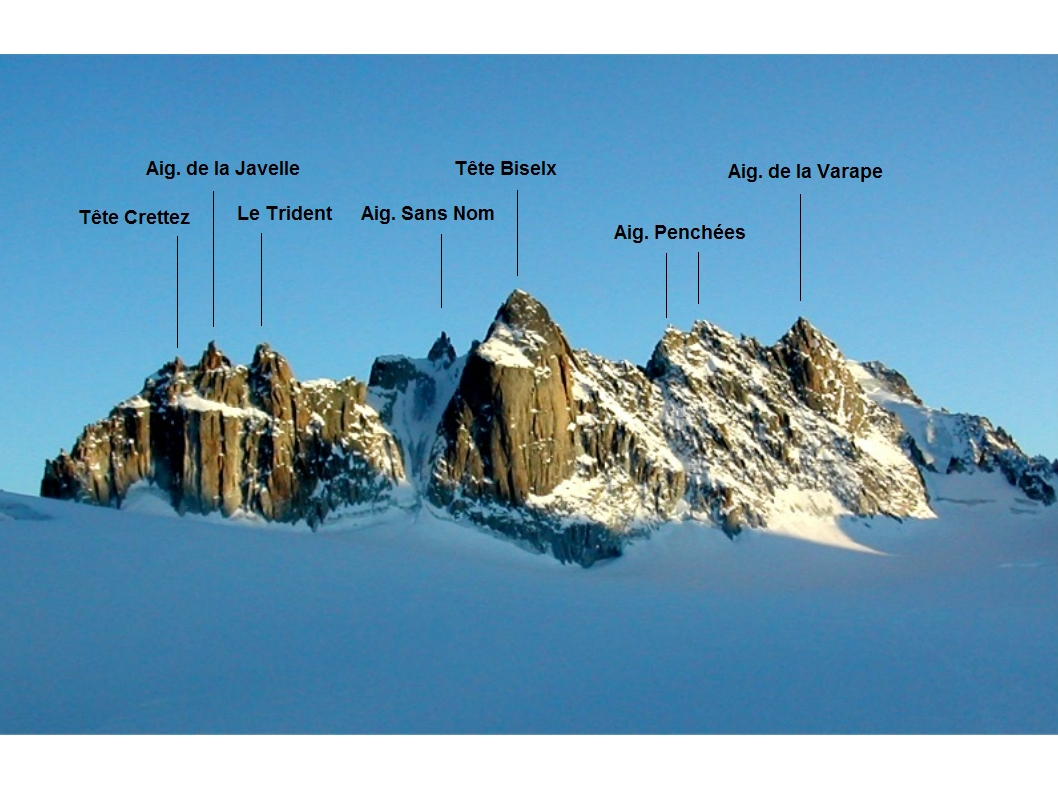
Le Aiguilles Dorées viste da nord e con indicate le varie vette.

Le principali vette della cresta, da ovest verso est, sono:
- Tête Crettez - 3.419 m
- Aiguille Javelle - 3.435 m
- Trident - 3.436 m
- Aiguille Sans Nom - 3.444 m
- Tête Biselx - 3.509 m
- Pointe Fynn - 3.450 m
- Aiguille Penchée - 3.504 m
- Aiguille de la Varappe - 3.519 m (vetta più alta)
- Aiguille de la Fenêtre - 3.412 m

## Rifugi
- Rifugio del Trient - 3.170 m
- Cabane de Saleina - 2.691 m